# Tadeusz Czapliński
Tadeusz Czapliński (ur. 29 lipca 1918 w Bydgoszczy, zm. 28 stycznia 1979 w Łodzi) – polski historyk, zajmujący się dziejami ruchu robotniczego.

## Życiorys
W latach 1954–1959 zatrudniony był na etacie Komitetu Łódzkiego Polskiej Zjednoczonej Partii Robotniczej, kolejno w Ośrodku Szkolenia Partyjnego (gdzie był zastępcą kierownika), w Wydziale Nauki i Oświaty, wreszcie w Wydziale Propagandy i Agitacji. W Wyższej Szkole Nauk Społecznych przy Komitecie Centralnym PZPR ukończył studia historyczne.
Od połowy 1969 był kustoszem Muzeum Historii Ruchu Rewolucyjnego w Łodzi, a od 15 grudnia tego roku jego dyrektorem (do końca sierpnia 1974). Następnie (od 1 września 1974) został kierownikiem oddz. „Radogoszcz”, na którym to stanowisku pozostał do śmierci.
Był głównym autorem scenariusza pierwszej stałej ekspozycji muzealnej mauzoleum radogoskiego, poświęconej Łodzi i okręgowi łódzkiemu w okresie II wojny światowej oraz dziejom więzienia radogoskiego w tym okresie. Ekspozycja została udostępniona zwiedzającym teren d. więzienia 19 stycznia 1976, w kolejną rocznicę radogoskiej masakry i usunięcia Niemców z Łodzi przez Armię Czerwoną. Ekspozycja powstała w parterowej hali dawnej tkalni przedwojennej fabryki Samuela Abbego. Projekt plastyczny tej ekspozycji był autorstwa najwybitniejszych łódzkich plastyków.
Brał udział w pracach Okręgowej Komisji Badania Zbrodni Hitlerowskich.
Ogłaszał artykuły poświęcone komunistycznemu ruchowi oporu z okresu II wojny światowej; publikacje te, utrzymane w tonie gloryfikującym, ukazywały się m.in. na łamach partyjnego dziennika „Głos Robotniczy” i „Rocznika Łódzkiego”, a także wchodziły w skład prac zbiorowych (np. artykuł Komuniści łódzcy w latach 1939–1942 w opracowaniu Studia i materiały do dziejów Łodzi i okręgu łódzkiego, 1974).
Czapliński był członkiem Polskiego Towarzystwa Historycznego. Zmarł 28 stycznia 1979 w Łodzi.